# Lago Moreno
El lago Moreno es un lago de origen glacial ubicado en la provincia de Río Negro, Argentina, en el departamento Bariloche.

## Descripción
Tiene una superficie aproximada de 1640 hectáreas. Está ubicado en las proximidades de la ciudad de San Carlos de Bariloche y junto a sus costas se levantan dos pequeñas poblaciones eminentemente turísticas, Colonia Suiza y Villa Llao Llao.

Al sur del lago se levantan el cerro López, cuya escarpada silueta domina el paisaje, y el cerro Goye. Por el norte, está separado por la península Llao Llao del muy cercano lago Nahuel Huapi, en el que desagua a través del pequeño arroyo Angostura, por una serie de colinas y dos pequeños cerros, el cerro Llao Llao y el cerro Campanario.

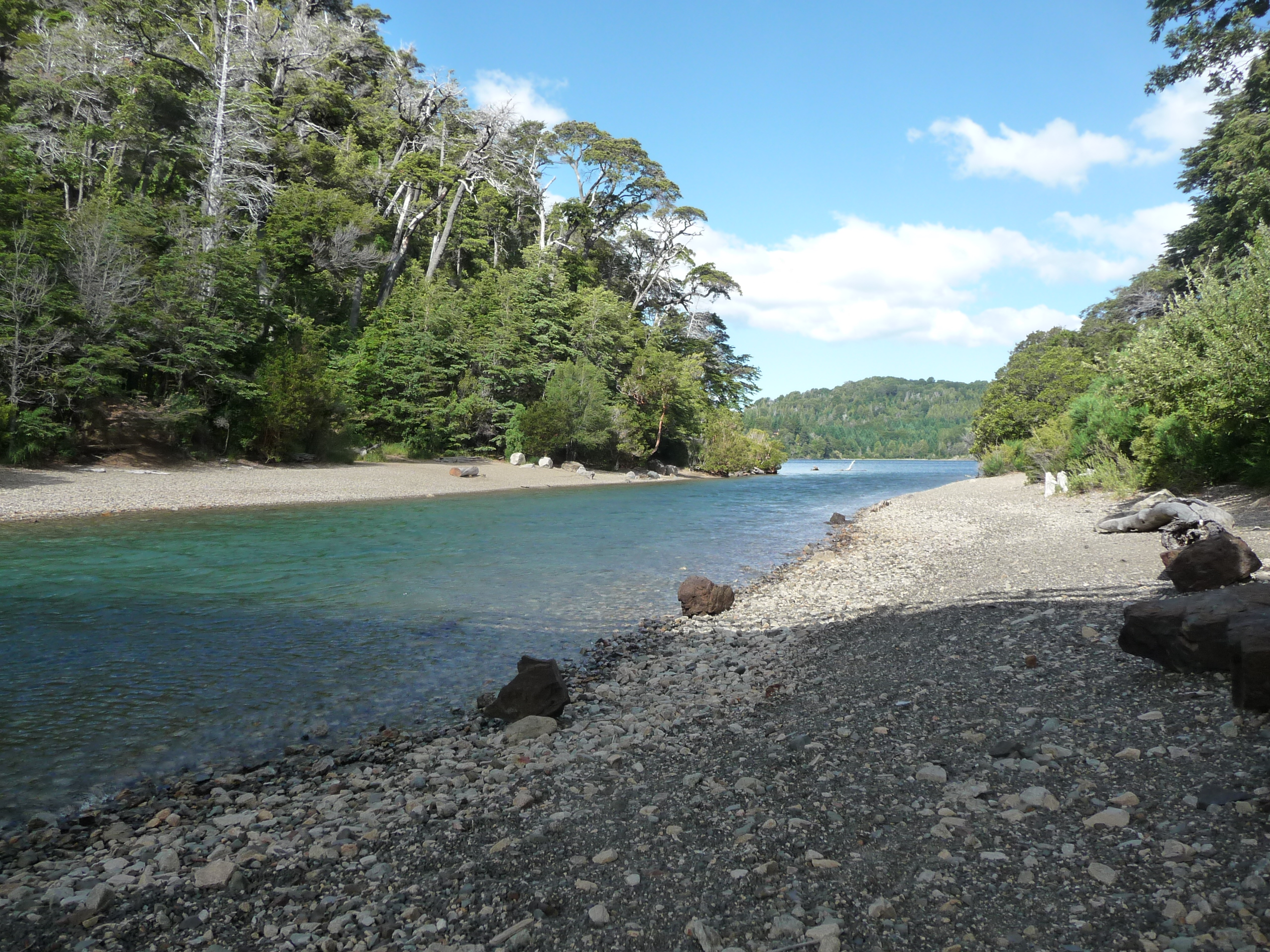
Arroyo Angostura, que comunica el lago Moreno Oeste (frente) y la bahía López del lago Nahuel Huapi (espalda).

Una característica peculiar de este lago es la de estar dividido en dos porciones de dimensiones similares, los llamados Lago Moreno Oeste o Inferior, y el Lago Moreno Este o Superior. Se encuentran separados por un estrecho paso, que adicionalmente es superado por un puente carretero, de la ruta que forma parte del llamado Circuito Chico, circuito turístico muy visitado al oeste de la ciudad de Bariloche, y que circunda completamente el Lago Moreno Oeste.
De todos los lagos de la zona de Bariloche, el Moreno es el que ha visto sus orillas e inmediaciones más modificadas por la intervención humana. La población en sus costas ha aumentado en las últimas décadas, causando modificaciones esenciales en el paisaje. Los densos bosques de coihues y cipreses han sido parcialmente eliminados, y reemplazados por pinos de origen europeo. La mayor parte de sus costas son de propiedad privada y corresponden a viviendas turísticas. Solo el extremo norte del lago Moreno Oeste pertenece al Parque Municipal Llao Llao, desprendido en la década de 1980 del parque nacional Nahuel Huapi. 

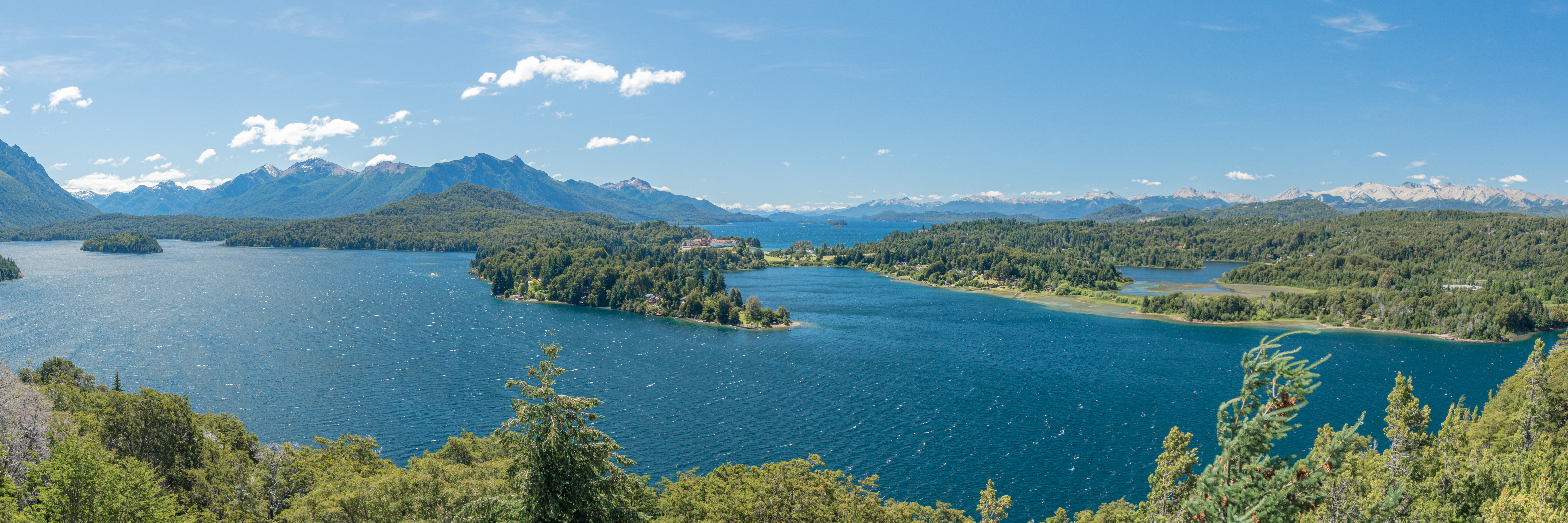
Panorama de los lagos Moreno (frente) y Nahuel Huapi (fondo), separados por la península Llao Llao. desde el Punto Panorámico del Circuito Chico.

Sus aguas son templadas en comparación con otros lagos de la zona, ya que su aporte principal no es el deshielo de nieves invernales, sino lluvias invierno-primaverales. Tiene varias zonas de playas, pero solo algunas de ellas son fácilmente accesibles por medio de caminos pavimentados. Las áreas más visitadas son las contiguas a los dos puentes del Circuito Chico: el que supera el canal que divide ambas mitades del lago, y el que supera el corto arroyo Angostura, que desagua el lago en el vecino Nahuel Huapi.
El lago es navegable y fácilmente accesible desde el Nahuel Huapi, por lo que en sus aguas suele practicarse le navegación a motor –con lanchas con motores fuera de borda - por razones turísticas y deportivas. También es uno de los destinos preferidos por los practicantes del windsurf y de la navegación a vela.